# Marianne Steinbrecher
Marianne Steinbrecher, znana jako Mari (ur. 23 sierpnia 1983 w São Paulo) – brazylijska siatkarka, reprezentantka kraju, grająca na pozycji przyjmującej.
W 2006 roku wraz z reprezentacją Canarinhes zdobyła srebrny medal na Mistrzostwach Świata, rozgrywanych w Japonii. Największy sukces z reprezentacją odniosła w 2008 roku, zdobywając Mistrzostwo Olimpijskie.

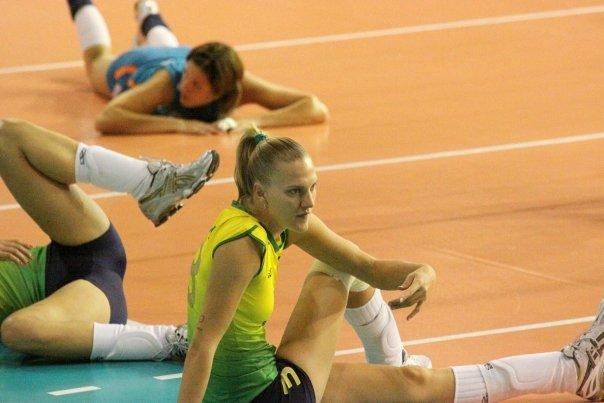
Mari w czasie rozgrzewki

## Sukcesy klubowe
Mistrzostwo Brazylii:
- 2003, 2004, 2005, 2011
- 2002, 2006, 2012, 2015
- 2009, 2010

Superpuchar Włoch:
- 2006

Puchar CEV:
- 2008
- 2013

Mistrzostwo Włoch:
- 2008

Klubowe Mistrzostwa Świata:
- 2012

Klubowe Mistrzostwa Ameryki Południowej:
- 2015

Mistrzostwo Indonezji:
- 2016

## Sukcesy reprezentacyjne
World Grand Prix:
- 2004, 2006, 2008, 2009
- 2010, 2011, 2012

Volley Masters Montreux:
- 2006, 2009

Puchar Panamerykański:
- 2006, 2009

Mistrzostwa Świata:
- 2006

Igrzyska Panamerykańskie:
- 2011
- 2007

Igrzyska Olimpijskie:
- 2008

Mistrzostwa Ameryki Południowej:
- 2009, 2011

Puchar Wielkich Mistrzyń:
- 2009

## Nagrody indywidualne
- 2006: MVP i najlepsza atakująca Pucharu Panamerykańskiego
- 2008: MVP turnieju finałowego World Grand Prix
- 2011: Najlepsza atakująca Mistrzostw Ameryki Południowej
- 2015: Najlepsza atakująca Klubowych Mistrzostw Ameryki Południowej